# Radical 49
El radical 49, representado por el carácter Han 己, es uno de los 214 radicales del diccionario de Kangxi. En mandarín estándar es llamado　己部　(jǐ bù, «radical “uno mismo”»), en japonés es llamado 己部, きぶ　(kibu), y en coreano 기 (gong).
Este radical aparece en tres formas: la forma 己, ya mencionada; la forma 已, con el trazo inferior (乚) ligeramente más largo, y la forma　巳.

## Nombres populares
- Mandarín estándar: 己, jǐ, «uno mismo».
- Coreano: 몸기부, mom gi bu «radical gi-uno mismo».
- Japonés: 己（おのれ）, onore, «uno mismo».
- En occidente: radical «uno mismo».

## Galería
| Estilos antiguos                                 | Estilos antiguos                  | Estilos antiguos                        | Estilos antiguos                   | Estilos antiguos                   | Estilos empleados actualmente       | Estilos empleados actualmente  | Estilos empleados actualmente    | Estilos empleados actualmente   | Estilos empleados actualmente  |
|                                                  |                                   |                                         |                                    |                                    |                                     | 己                             | 己                               |                                 |                                |
| 甲骨文 jiǎgǔwén (escritura de huesos oraculares) | 金文 jīnwén (escritura de bronce) | 简帛 jiǎnbó (escritura de bambú y seda) | 篆文 zhuànwén (escritura de sello) | 篆文 zhuànwén (escritura de sello) | 隸書 lìshū (estilo de los escribas) | 楷書 kǎishū (estilo regular)   | 楷書 kǎishū (estilo regular)     | 行書 xǐngshū (estilo corriente) | 草書 cǎoshū (estilo de hierba) |
| 甲骨文 jiǎgǔwén (escritura de huesos oraculares) | 金文 jīnwén (escritura de bronce) | 简帛 jiǎnbó (escritura de bambú y seda) | 大篆 dàzhuàn (sello grande)        | 小篆 xiǎozhuàn (sello pequeño)     | 隸書 lìshū (estilo de los escribas) | 繁體／繁体 fántǐ (tradicional) | 简体／簡體 jiǎntǐ (simplificado) | 行書 xǐngshū (estilo corriente) | 草書 cǎoshū (estilo de hierba) |

## Caracteres con el radical 49

| trazos | carácter    |
| ------ | ----------- |
| + 0    | 己 已 巳    |
| + 1    | 巴          |
| + 4    | 巵          |
| + 5    | 巶          |
| + 6    | 巷 巸 巹 巺 |
| + 7    | 巼          |
| + 9    | 巽          |